# Premier League 2007-08
La Premier League 2007-08 fue la decimosexta temporada de la máxima división inglesa. Se desarrolló entre el día 11 de agosto de 2007 y el 11 de mayo de 2008. El Manchester United se proclamó campeón en la última jornada.

## Sistema de competición
Tomaron parte en el campeonato veinte clubes, en un grupo único, y siguiendo un sistema de liga se enfrentaron todos contra todos en dos ocasiones, una en campo propio y otra en campo contrario, sumando un total de 38 jornadas. El calendario de enfrentamientos se estableció por sorteo antes del inicio del torneo.
Como en las ediciones precedentes, la victoria en un partido se premió con tres puntos, el empate con un punto para cada equipo y, en caso de derrota, el perdedor no suma unidades. Al término del campeonato, el equipo que acumuló más puntos (Manchester United) se proclamó campeón de la liga y obtuvo la clasificación para la Liga de Campeones de la UEFA, junto con el segundo, tercer y cuarto clasificado (Chelsea FC, Arsenal Football Club y Liverpool FC) (los dos primeros entran directamente a la fase de grupos y los otros dos a la tercera ronda de clasificación). El quinto clasificado (Everton FC) obtuvo una plaza para la Copa de la UEFA, mientras que el sexto (Aston Villa FC) se clasificó para la Copa Intertoto. Los tres últimos clasificados fueron descendidos a la Football League Championship, siendo sustituidos por los dos primeros clasificados de esa categoría, junto al ganador de un sistema de play-off disputado entre el tercer, cuarto, quinto y sexto clasificado.
Al término de la temporada, la UEFA concedió una plaza adicional para participar en la Copa de la UEFA, ya que los clubes de la Premier League 2007/08 finalizaron en primera posición del ranking de Juego Limpo (fair play) que organiza anualmente el máximo organismo europeo. A dicha plaza accedió el Manchester City, quinto clasificado en el ranking de juego limpio de la Premier, ya que los cuatro primeros clasificados ya habían obtenido la plaza europea por méritos deportivos.

## Relevos
Veinte equipos compitieron en la liga: los 17 mejores equipos de la temporada anterior y los 3 equipos promovidos del Championship.
| Pos. | Descendidos de la Premier League 2006-07 |
| ---- | ---------------------------------------- |
| 18.º | Sheffield United                         |
| 19.º | Charlton Athletic                        |
| 20.º | Watford                                  |

| Pos.  | Ascendidos del Championship 2006-07 |
| ----- | ----------------------------------- |
| 1.º   | Sunderland                          |
| 2.º   | Birmingham City                     |
| Prom. | Derby County                        |

## Clasificación
| Pos. | Equipo                | Pts. | PJ | G  | E  | P  | GF | GC | Dif. | Clasificación 2008-09                        |
| ---- | --------------------- | ---- | -- | -- | -- | -- | -- | -- | ---- | -------------------------------------------- |
| 1    | Manchester United (C) | 87   | 38 | 27 | 6  | 5  | 80 | 22 | +58  | Fase de grupos de la Liga de Campeones       |
| 2    | Chelsea               | 85   | 38 | 25 | 10 | 3  | 65 | 26 | +39  | Fase de grupos de la Liga de Campeones       |
| 3    | Arsenal               | 83   | 38 | 24 | 11 | 3  | 74 | 31 | +43  | Tercera ronda previa de la Liga de Campeones |
| 4    | Liverpool             | 76   | 38 | 21 | 13 | 4  | 67 | 28 | +39  | Tercera ronda previa de la Liga de Campeones |
| 5    | Everton               | 65   | 38 | 19 | 8  | 11 | 55 | 33 | +22  | Primera ronda de la Copa de la UEFA          |
| 6    | Aston Villa           | 60   | 38 | 16 | 12 | 10 | 71 | 51 | +20  | Tercera ronda de la Copa Intertoto           |
| 7    | Blackburn Rovers      | 58   | 38 | 15 | 13 | 10 | 50 | 48 | +2   |                                              |
| 8    | Portsmouth            | 57   | 38 | 16 | 9  | 13 | 48 | 40 | +8   | Primera ronda de la Copa de la UEFA          |
| 9    | Manchester City       | 55   | 38 | 15 | 10 | 13 | 45 | 53 | −8   | Segunda ronda previa de la Copa de la UEFA   |
| 10   | West Ham United       | 49   | 38 | 13 | 10 | 15 | 42 | 50 | −8   |                                              |
| 11   | Tottenham Hotspur     | 46   | 38 | 11 | 13 | 14 | 66 | 61 | +5   | Primera ronda de la Copa de la UEFA          |
| 12   | Newcastle United      | 43   | 38 | 11 | 10 | 17 | 45 | 65 | −20  |                                              |
| 13   | Middlesbrough         | 42   | 38 | 10 | 12 | 16 | 43 | 53 | −10  |                                              |
| 14   | Wigan Athletic        | 40   | 38 | 10 | 10 | 18 | 34 | 51 | −17  |                                              |
| 15   | Sunderland            | 39   | 38 | 11 | 6  | 21 | 36 | 59 | −23  |                                              |
| 16   | Bolton Wanderers      | 37   | 38 | 9  | 10 | 19 | 36 | 54 | −18  |                                              |
| 17   | Fulham                | 36   | 38 | 8  | 12 | 18 | 38 | 60 | −22  |                                              |
| 18   | Reading (D)           | 36   | 38 | 10 | 6  | 22 | 41 | 66 | −25  | Descenso de Categoría                        |
| 19   | Birmingham City (D)   | 35   | 38 | 8  | 11 | 19 | 46 | 62 | −16  | Descenso de Categoría                        |
| 20   | Derby County (D)      | 11   | 38 | 1  | 8  | 29 | 20 | 89 | −69  | Descenso de Categoría                        |

 Fuente: [cita requerida]
Notas:
1. ↑  El Portsmouth se clasifica a la Copa de la UEFA 2008-09 por haber ganado la FA Cup 2007-08.
2. ↑  El Manchester City se clasifica a la Copa de la UEFA 2008-09 por invitaciones de Fair Play por parte de la UEFA.
3. ↑  El Tottenham Hotspur se clasifica a la Copa de la UEFA 2008-09 por haber ganado la Copa de la Liga 2007-08.

| Bandera de Inglaterra                 |
| Campeón Manchester United 17.º título |

## Cuadro de resultados
| Equipo            | Ars  | Ast | Bir | Bla | Bol | Che | Der | Eve | Ful | Liv | MnC | MnU | Mid | New | Por | Rea | Sun | Tot | Wes | Wig |
| ----------------- | ---- | --- | --- | --- | --- | --- | --- | --- | --- | --- | --- | --- | --- | --- | --- | --- | --- | --- | --- | --- |
| Arsenal           |      | 1-1 | 1-1 | 2-0 | 2-0 | 1-0 | 5-0 | 1-0 | 2-1 | 1-1 | 1-0 | 2-2 | 1-1 | 3-0 | 3-1 | 2-0 | 3-2 | 2-1 | 2-0 | 2-0 |
| Aston Villa       | 1-2  |     | 5-1 | 1-1 | 4-0 | 2-0 | 2-0 | 2-0 | 2-1 | 1-2 | 1-1 | 1-4 | 1-1 | 4-1 | 1-3 | 3-1 | 0-1 | 2-1 | 1-0 | 0-2 |
| Birmingham City   | 2-2  | 1-2 |     | 4-1 | 1-0 | 0-1 | 1-1 | 1-1 | 1-1 | 2-2 | 3-1 | 0-1 | 3-0 | 1-1 | 0-2 | 1-1 | 2-2 | 4-1 | 0-1 | 3-2 |
| Blackburn Rovers  | 1-1  | 0-4 | 2-1 |     | 4-1 | 0-1 | 3-1 | 0-0 | 1-1 | 0-0 | 1-0 | 1-1 | 1-1 | 3-1 | 0-1 | 4-2 | 1-0 | 1-1 | 0-1 | 3-1 |
| Bolton Wanderers  | 2-3  | 1-1 | 3-0 | 1-2 |     | 0-1 | 1-0 | 1-2 | 0-0 | 1-3 | 0-0 | 1-0 | 0-0 | 1-3 | 0-1 | 3-0 | 2-0 | 1-1 | 1-0 | 4-1 |
| Chelsea           | 2-1  | 4-4 | 3-2 | 0-0 | 1-1 |     | 6-1 | 1-1 | 0-0 | 0-0 | 6-0 | 2-1 | 1-0 | 2-1 | 1-0 | 1-0 | 2-0 | 2-0 | 1-0 | 1-1 |
| Derby County      | 2-6  | 0-6 | 1-2 | 1-2 | 1-1 | 0-2 |     | 0-2 | 2-2 | 1-2 | 1-1 | 0-1 | 0-1 | 1-0 | 2-2 | 0-4 | 0-0 | 0-3 | 0-5 | 0-1 |
| Everton           | 1-4  | 2-2 | 3-1 | 1-1 | 2-0 | 0-1 | 1-0 |     | 3-0 | 1-2 | 1-0 | 0-1 | 2-0 | 3-1 | 3-1 | 1-0 | 7-1 | 0-0 | 1-1 | 2-1 |
| Fulham            | 0-3  | 2-1 | 2-0 | 2-2 | 2-1 | 1-2 | 0-0 | 1-0 |     | 0-2 | 3-3 | 0-3 | 1-2 | 0-1 | 0-2 | 3-1 | 1-3 | 3-3 | 0-1 | 1-1 |
| Liverpool         | 1-1  | 2-2 | 0-0 | 3-1 | 4-0 | 1-1 | 6-0 | 1-0 | 2-0 |     | 1-0 | 0-1 | 3-2 | 3-0 | 4-1 | 2-1 | 3-0 | 2-2 | 4-0 | 1-1 |
| Manchester City   | 1-3  | 1-0 | 1-0 | 2-2 | 4-2 | 0-2 | 1-0 | 0-2 | 2-3 | 0-0 |     | 1-0 | 3-1 | 3-1 | 3-1 | 2-1 | 1-0 | 2-1 | 1-1 | 0-0 |
| Manchester United | 0-11 | 4-0 | 1-0 | 2-0 | 2-0 | 2-0 | 4-1 | 2-1 | 2-0 | 3-0 | 1-2 |     | 4-1 | 6-0 | 2-0 | 0-0 | 1-0 | 1-0 | 4-1 | 4-0 |
| Middlesbrough     | 2-1  | 0-3 | 2-0 | 1-2 | 0-1 | 0-2 | 1-0 | 0-2 | 1-0 | 1-1 | 8–1 | 2-2 |     | 2-2 | 2-0 | 0-1 | 2-2 | 1-1 | 1-2 | 1-0 |
| Newcastle United  | 1-1  | 0-0 | 2-1 | 0-1 | 0-0 | 0-2 | 2-2 | 3-2 | 2-0 | 0-3 | 0-2 | 1-5 | 1-1 |     | 1-4 | 3-0 | 2-0 | 3-1 | 3-1 | 1-0 |
| Portsmouth        | 0-0  | 2-0 | 4-2 | 0-1 | 3-1 | 1-1 | 3-1 | 0-0 | 0–1 | 0-0 | 0-0 | 1-1 | 0-1 | 0-0 |     | 7-4 | 1-0 | 0-1 | 0-0 | 2-0 |
| Reading           | 1-3  | 1-2 | 2-1 | 0-0 | 0-2 | 1-2 | 1-0 | 1-0 | 0-2 | 3-1 | 2-0 | 0-2 | 1-1 | 2-1 | 0-2 |     | 2-1 | 0-1 | 0-3 | 2-1 |
| Sunderland        | 0–1  | 1-1 | 2-0 | 1-2 | 3-1 | 0-1 | 1-0 | 0-1 | 1-1 | 0-2 | 1-2 | 0-4 | 3-2 | 1-1 | 2-0 | 2-1 |     | 1-0 | 2-1 | 2-0 |
| Tottenham Hotspur | 1-3  | 4-4 | 2-3 | 1-2 | 1-1 | 4-4 | 4-0 | 1-3 | 5-1 | 0–2 | 2-1 | 1-1 | 1-1 | 1-4 | 2-0 | 6-4 | 2-0 |     | 4-0 | 4-0 |
| West Ham United   | 0-1  | 2–2 | 1-1 | 2-1 | 1-1 | 0-4 | 2-1 | 0-2 | 2-1 | 1-0 | 0-2 | 2-1 | 3-0 | 2-2 | 0-1 | 1-1 | 3-1 | 1-1 |     | 1-1 |
| Wigan Athletic    | 0-0  | 1-2 | 2-0 | 5-3 | 1-0 | 0-2 | 2-0 | 1-2 | 1-1 | 0-1 | 1-1 | 0–2 | 1-0 | 1-0 | 0-2 | 0-0 | 3-0 | 1-1 | 1-0 |     |

## Máximos goleadores
| #  | Jugador           | Equipo/s                     | Goles |
| -- | ----------------- | ---------------------------- | ----- |
| 1  | Cristiano Ronaldo | Manchester United            | 31    |
| 2  | Fernando Torres   | Liverpool                    | 24    |
| 3  | Emmanuel Adebayor | Arsenal                      | 24    |
| 4  | Roque Santa Cruz  | Blackburn Rovers             | 19    |
| 5  | Benjani Mwaruwari | Portsmouth / Manchester City | 15    |
| 6  | Yakubu Aiyegbeni  | Everton                      | 15    |
| 7  | Dimitar Berbatov  | Tottenham Hotspur            | 15    |
| 8  | Robbie Keane      | Tottenham Hotspur            | 15    |
| 9  | Carlos Tévez      | Manchester United            | 14    |
| 10 | John Carew        | Aston Villa                  | 13    |

## Premios

### Premios mensuales de la Premier League
| Mes                | Entrenador                            | Jugador                               |
| ------------------ | ------------------------------------- | ------------------------------------- |
| Agosto de 2007     | Sven-Göran Eriksson (Manchester City) | Micah Richards (Manchester City)      |
| Septiembre de 2007 | Arsène Wenger (Arsenal)               | Cesc Fàbregas (Arsenal)               |
| Octubre de 2007    | Mark Hughes (Blackburn Rovers)        | Wayne Rooney (Manchester United)      |
| Noviembre de 2007  | Martin O'Neill (Aston Villa)          | Gabriel Agbonlahor (Aston Villa)      |
| Diciembre de 2007  | Arsène Wenger (Arsenal)               | Roque Santa Cruz (Blackburn Rovers)   |
| Enero de 2008      | Alex Ferguson (Manchester United)     | Cristiano Ronaldo (Manchester United) |
| Febrero de 2008    | David Moyes (Everton)                 | Fernando Torres (Liverpool)           |
| Marzo de 2008      | Alex Ferguson (Manchester United)     | Cristiano Ronaldo (Manchester United) |
| Abril de 2008      | Avram Grant (Chelsea)                 | Ashley Young (Aston Villa)            |

### Premio PFA al Jugador del año
| Jugador           | Equipo            | Resultado |
| ----------------- | ----------------- | --------- |
| Cristiano Ronaldo | Manchester United | Ganador   |
| Emmanuel Adebayor | Arsenal           | Nominado  |
| Cesc Fàbregas     | Arsenal           | Nominado  |
| Steven Gerrard    | Liverpool         | Nominado  |
| David James       | Portsmouth        | Nominado  |
| Fernando Torres   | Liverpool         | Nominado  |

### Premio PFA al Jugador joven del año
| Jugador            | Equipo            | Resultado |
| ------------------ | ----------------- | --------- |
| Cesc Fàbregas      | Arsenal           | Ganador   |
| Gabriel Agbonlahor | Aston Villa       | Nominado  |
| Micah Richards     | Manchester City   | Nominado  |
| Cristiano Ronaldo  | Manchester United | Nominado  |
| Fernando Torres    | Liverpool         | Nominado  |
| Ashley Young       | Aston Villa       | Nominado  |

### Premio Guantes de oro
| # | Jugador           | Equipo     | Part. imbatido |
| - | ----------------- | ---------- | -------------- |
| 1 | José Manuel Reina | Liverpool  | 18             |
| 2 | David James       | Portsmouth | 16             |

### Equipo del año de la PFA
| Pos. | Jugador           | Club              |
| ---- | ----------------- | ----------------- |
| POR  | David James       | Portsmouth        |
| DEF  | Bacary Sagna      | Arsenal           |
| DEF  | Rio Ferdinand     | Manchester United |
| DEF  | Nemanja Vidić     | Manchester United |
| DEF  | Gael Clichy       | Arsenal           |
| MED  | Steven Gerrard    | Liverpool         |
| MED  | Cesc Fàbregas     | Arsenal           |
| MED  | Cristiano Ronaldo | Manchester United |
| MED  | Ashley Young      | Aston Villa       |
| DEL  | Emmanuel Adebayor | Arsenal           |
| DEL  | Fernando Torres   | Liverpool         |

## Récords y estadísticas de la temporada
- Mayor victoria como local: Middlesbrough FC - Manchester City, 8-1 (11-05-2008)
- Mayor victoria como visitante: Derby County - Aston Villa, 0–6 (12-04-2008)
- Partido con más goles: Portsmouth FC - Reading FC, 7–4 (29-09-2007)
- Total goles marcados: 1.002
- Media de goles por partido: 2,64
- Gol más rápido: 00:28 (Geovanni en Manchester City - Wigan Athletic FC)
- Peor actuación historica: Derby County con 11 puntos conseguidos en 8 empates y una victoria consiguió la peor campaña en toda la historia de la Premier League